# Loudness
Loudness je japanski heavy metal sastav kojega je 1981. godine osnovao Akira Takasaki, najprije poznat samo u Japanu, a kasnije i u svijetu kao gitaristički virtuoz, te bubnjar Munetaka Higuchi.

## Životopis
Njihov debitanstski album bio je Birthday Eve i snimljen na japanskome jeziku; prilično uspješan za debitanstki album heavy metal žanra koji je u to vrijeme bio prilično nepopularan u Japanu. Nakon snimanja trećeg albuma, nazvanog The Law of The Devil's Land, odlučuju da je vrijeme za odlazak izvan Japana u osvajanje svjetske publike. Sele se u Europu gdje snimaju četvrti album Disillusion te održavaju nekoliko koncerata.
Napokon, 1985. godine preuzima ih menadžer Joe Gerber koji im pribavlja potpisivanje ugovora s izdavačkom kućom Atlantic Records. Njihov peti album, nazvan Thunder In the East postiže veliki uspjeh (za do tada nepoznati japanski sastav) i plasira se na 74. mjesto Billboardove ljestvice. Najveći hit na albumu je pjesma Crazy Night, zapažena po ponavljanju riječi "MZA", za koju je vokal Minoru Niihara priznao u intervjuu 2006. godine da je to jednostavno bila skraćenica bez nekog osobitog značenja koja im je tada zvučala dobro. Sve su pjesme na albumu otpjevane na engleskom jeziku, što postaje trend kod mnogo kako japanskih, tako i sastava s neengleskoga govornog područja.
Sljedeći, šesti album Lightning Strikes plasira se na 64. mjesto Billboardove ljestvice, a Loudness postaje svjetski poznat sastav. Popularnosti su pridonijele turneje sa sastavima poput Mötley Crüe, AC/DC, Poison, and Stryper. No, njihov uspjeh u SAD-u navodi ih da stvaraju komercijalniji pop-metal (čiji je najočitiji primjer singl "Let It Go") što je razlog gubitka podrške fanova.
Nakon albuma Jealousy 1988. godine, Niihara je otpušten iz sastava, a zamjenjuje ga američki pjevač Mike Vescera. S ovom postavom snimaju dva albuma, Soldier of Fortune (1989) i On The Prowl (1991).
No, "amerikanizacija" sastava ne doprinosi njihovu statusu u SAD-u, ali zato gube fanove kod japanske publike. Vescera odlazi iz sastava tijekom njihove američke turneje 1991. godine, a zamjenjuje ga vokal grupe Ezo, Masaki Yamada. Nedugo zatim, sastav napušta Masayoshi Yamashita, a na njegovo mjesto dolazi bivši basist grupe X-Japan, Taiji Sawada. S ovom postavom snimaju album Loudness (1992) i live album Once And For All.
Godine 1993. sastav se gotovo raspao zbog odlaska Higuchija i Sawade. No, osnivač sastava Takasaki ne raspušta službeno Loudness, već u sastav dovodi dva nova člana. To su basist grupe Anthem, Naota Shibata i bubnjar grupe Ezo, Hirotsugu Honma. Ova postava sastava snima četiri albuma - Heavy Metal Hippies, Ghetto Machine, Dragon i Engine - između 1995. i 1998. godine.
Originalna postava sastava okuplja se 2001. godine, na nagovor Takasakija, za njihovu 20. godišnjicu postojanja. Iako je okupljanje trebalo biti samo privremeno, ono doživljava veliku podršku među publikom u Japanu te sastav odlučuje nastaviti suradnju. Od 2001. pa nadalje sastav redovito izdaje albume i DVD-e, uz druge projekte poput snimanja ulazne glazbe za K-1 borca Musashija (The Battleship Musashi).
Godina 2006. donosi 25. obljetnicu postojanja sastava, s turnejama u SAD-u i Kanadi nakon gotovo 20 godina. Slijedi još turneja, a planiraju se i koncerti u Europi, novi studijski album, izdavanje koncertnog DVD-a te solo albumi članova sastava.

## Dodatne informacije
Najpoznatiji član sastava je Akira Takasaki. Rođen je u Osaki, 22. veljače 1961. godine. Glazbenu karijeru započinje kao član sastava ''Lazy''. Njegov glazbeni stil nije se podudarao sa stilom sastava, te Takasaki napušta Lazy i osniva svoju vlastitu glazbenu skupinu imena Loudness. Njegovo gitarističko umijeće privuklo je mnogo fanova diljem svijeta. Takasakija smatraju najboljim azijskim metal gitaristom.
Minoru Niihara rođen je 12. ožujka 1960. godine. Njegov prvi sastav je ''Earthshaker'' u kojemu svira bas-gitaru i pjeva. Uzori su mu u blues glazbi, a članom Loudnessa postaje 1981. godine. Odlazi iz sastava 1989., i nastavlja rad s nekoliko drugih sastava( Sly, XYZ-A, ...). Naposljetku se vraća u Loudness. Godine 2006. snima solo album kao i album s grupom XYZ-A.
Masayoshi Yamashita basist je Loudnessa. Priključio se sastavu na Takasakijev poziv.
Munetaka Higuchi svirao je u sastavu Lazy zajedno s Takasakijem. Kasnije zajedno osnivaju Loudness. Nakon odlaska iz grupe 1993., osiva sastav Sly s Minoruom i bivšim članom Earthshakera, Shinichirom Ishikarom. Smatra se jednim od najboljih bubnjara u Japanu.

## Bivši članovi
- Hirotsugu Homma - bubnjar (Ezo, Ezo, Saber Tiger, Anthem, Flatbacker)
- Naoto Shibata - bas-gitara (Anthem, Saber Tiger)
- Masaki Yamada - vokal (Ezo, Flatbacker)
- Mike Vescera - vokal (Killing Machine, The Reign of Terror, Obsession, Palace of Black, Safe Haven, Roland Grapow, MVP, Yngwie J. Malmsteen, Dr. Sin)
- Taiji Sawada - bas-gitara (X Japan, Kings, Dirty Trashroad)

## Diskografija

### Studijski albumi
- The Birthday Eve (1981)
- Devil Soldier (1982)
- The Law of Devil's Land (1983)
- Disillusion (1984)
- Disillusion (1984) - engleska verzija
- Thunder in the East (1985) #74 Billboard (SAD)
- Odin  (1985) - EP
- Shadows of War (1986)
- Lightning Strikes (1986) - Remiks albuma Shadows of War za SAD  #64 Billboard (SAD)
- Hurricane Eyes (1987) #190 Billboard (SAD)
- Hurricane Eyes (1987) - japanska verzija
- Jealousy (1988) - EP
- Soldier of Fortune (1989)
- On The Prowl (1991)
- Loudness (1992)
- Heavy Metal Hippies (1994)
- Ghetto Machine (1997)
- Dragon (1998)
- Engine (1999)
- Spiritual Canoe (2001)
- The Pandemonium (2001)
- Biosphere (2002)
- Terror (2004)
- Racing (2004)
- Breaking the Taboo (2006)

### Live Albumi
- Live-Loud-Alive: Loudness in Tokyo (1983)
- 8186 Live (1986)
- Eurobounds (1986)
- Once And For All (1993)
- Loud 'n Raw (1995)
- Loudness Live 2002 (2002)
- The Soldier's Just Came Back (2002)

### Kompilacije
- Never Stay Here, Never Forget You (1986)
- A Lesson In Loudness (1989)
- Loudest (1991)
- Loudest Ballads (1991)
- Loud n' Rare (1992)
- Best Songs (1995)
- Masters of Loudness (1996)
- Very Best of Loudness (1997)
- Best of Loudness 8688: Atlantic Years (2001)
- Re-Masterpieces (2002)
- RockShocks (2004)
- The Best of Reunion (2005)

### Singlovi
- Burning Love (1982)
- Geraldine (1983)
- Road Racer (1983)
- Road Racer (1983) - engleska verzija
- Crazy Night (1985)
- Gotto Fight (1985)
- Let It Go (1986)
- Let It Go (1986) - engleska verzija
- Risky Woman (1986)
- Long Distance Love (1989)
- Dreamer & Screamer (1989)
- You Shook Me (1989)
- Slap in the Face (1991)
- Black Widow (1992)
- Crazy Samurai (2004)
- The Battleship Musashi (2005)

### Ostali radovi
- Messiah's Blessing (1982) - Misako Honjou
- 13th (1983) - Misako Honjou
- Metal Vibes (2002)
- #128 (2006)
- Ashes To Glory (2006)
- Drum Collection Vol. 001 (2006)

## Video

### VHS
- Loudness Live: Loudness presents Loud'n Fest Vol.1 at Club Citta' (2002) - bootleg izdanje

### DVD
- Loudness Live Terror 2004 (2004)
- Rock-Shocking The Nation (2005)
- Loudness Live In Seoul (2005) - bootleg izdanje
- Loudness In America '06 (2006)
- Thanks 25th Anniversary: Loudness Live at International Forum (2006)

## Vanjske poveznice
- Službena web stranica sastava Loudness  Arhivirana inačica izvorne stranice od 7. travnja 2007. (Wayback Machine)
- Web stranica Akire Takasakija  Arhivirana inačica izvorne stranice od 23. travnja 2006. (Wayback Machine)
- Web stranica sastava Loudness na MySpaceu